# Tatyana Ali
Tatyana Marisol Ali-Rasberry (North Bellmore, Nova York, 24 de gener de 1979) és una actriu i cantant nord-americana més coneguda pel seu paper com Ashley Banks a la comèdia de situació de la NBC The Fresh Prince of Bel-Air de 1990 a 1996. Va protagonitzar Tyana Jones a la sèrie original de la TV One Love That Girl!, i va tenir un paper recurrent com a Roxanne a la telenovel·la de la CBS The Young and the Restless del 2007 al 2013.

## Biografia

### Joventut
Ali va néixer a North Bellmore, Nova York, el 24 de gener de 1979, sent la filla gran de Xerife i Sonia Ali. És descendent dels Dougla (Afro-Panamenya i Indo-Trinitenca).

### Trajectòria
Al 1985, Ali de 6 anys va començar la seva carrera com a intèrpret habitual al programa educatiu infantil de PBS Sesame Street, apareixent amb el gran artista de jazz Herbie Hancock en un número musical durant el seu mandat. També va aparèixer en dos episodis de Star Search, un dels quals destacava la seva interpretació d'una portada de Marvin Gaye i Tammi Terrell, la d"Ain't No Mountain High Enough".
Va fer el seu avanç al 1990, quan va ser protagonitzada per Ashley Banks a la comèdia de situació de televisió El Príncep de Bel-Air, paper que va exercir al llarg de tota la sèrie, des del 1990 fins al 1996.
El talent vocal d'Ali va aparèixer en diversos episodis d'el Príncep de Bel-Air en les temporades posteriors, cosa que va provocar a l'estrella del programa Will Smith que li preguntés si s'estava considerant estudiar una carrera musical. Finalment, va decidir, de moment, continuar concentrant-se en la seva carrera d'actriu. No obstant això, a la temporada final de la sèrie, Ali va interpretar diverses cançons, i va començar a preparar-se per al seu debut musical, que va culminar amb el seu àlbum de debut Kiss The Sky del 1998.
Va ser certificat d'or a principis de 1999, pocs mesos després del seu llançament, i va generar el single "Daydreamin" de Rodney "Darkchild" produït per Jerkins, llançat el 21 de juliol de 1998, que va assolir el número 6 del Billboard Hot 100 i també va aparèixer a la UK Singles Chart. L'àlbum va generar dos èxits més importants al Regne Unit, "Boy You Knock Me Out", amb Will Smith, que va assolir el número 3 i va ser el seu èxit més gran fins ara, i "Everytime", que va ser el seu tercer èxit al Top-20 al Regne Unit. Va aparèixer a l'album Willennium de l'album de Smith a la cançó "Who Am I" amb MC Lyte. Va interpretar la cançó del títol "Sunny Valentine" juntament amb Terrence Quaites per a la pel·lícula indi Rockin 'Meera del 2005. A principis del 2008, va actuar a la cançó "Yes We Can", un projecte de Will.i.am que dona suport a la campanya presidencial de Barack Obama. També va aparèixer al vídeo musical posterior que va obtenir una cobertura del segment "What the Buzz" de l'ABC, World News Now. Al gener del 2014, Ali va llançar un EP titulat Hello, el primer senzill del qual va ser "Wait For It", que va interpretar a The Arsenio Hall Show el 4 de febrer de 2014.
Al marge de la seva carrera musical, Ali va continuar realitzant papers en pel·lícules com Al marge de la seva carrera musical, Ali va continuar aterrar papers en pel·lícules com Més que amics, germans, Glory Road i Nora's Hair Salon (així com la seva seqüela), entre d'altres. Del 2009 al 2010 va produir i va protagonitzar la sèrie BETpup BET. Va tenir el seu estat de repetició a la telenovela de la CBS The Young and the Restless com a Roxanne del 2007 al 2013. Ali va protagonitzar la sèrie original de TV One Love That Girl! com a Tyana (el nom del qual derivava del nom que va donar Ali). El 2013 va ser protagonista com a Maya a la comèdia BET Second Generation Wayans, al costat de Craig Wayans i Damien Dante Wayans.

### Vida personal
Durant un temps se la va relacionar amb l'actor nord-americà Jonathan Brandis (ja mort), amb qui va coprotagonitzar la pel·lícula per a la televisió Fall into Darkness. També va viatjar pels Estats Units com a portaveu de la campanya presidencial de Barack Obama, encapçalant les unitats de registre de votants als campus universitaris, incloent moltes universitats i col·legis històricament negres.
Al març de 2016, Ali va revelar que estava compromesa amb el Dr. Vaughn Raspberry, professor a la Universitat Stanford i va anunciar que esperaven el seu primer fill. Es van casar el 16 de juliol de 2016 a Beverly Hills, Califòrnia, i van donar la benvinguda al seu primer fill al setembre de 2016. A l'abril de 2019, van anunciar que esperaven el seu segon fill, el qual va néixer a l'agost del 2020.

## Filmografia

### Pel·lícules
| Any  | Títol                               | Paper               | Notes                                     |
| ---- | ----------------------------------- | ------------------- | ----------------------------------------- |
| 1987 | Eddie Murphy Raw                    | Germana de l'Eddie  | Segment d'esquetx                         |
| 1988 | Crocodile Dundee II                 | Noia del parc       |                                           |
| 1988 | Wow, You're a Cartoonist!           | Dibuixant infantil  | Curtmetratge; llançament directe al vídeo |
| 1997 | Fakin' da Funk                      | Karyn               |                                           |
| 1997 | Kiss the Girls                      | Janell Cross        |                                           |
| 1998 | The Clown at Midnight               | Monica              |                                           |
| 1999 | Caramel assassí                     | Brenda              |                                           |
| 2000 | Brother (pel·lícula)                | Latifa              |                                           |
| 2001 | Més que amics, germans              | Cherie Smith        |                                           |
| 2003 | National Lampoon Presents Dorm Daze | Claire              |                                           |
| 2004 | Nora's Hair Salon                   | Lilleana            |                                           |
| 2005 | Back in the Day                     | Alicia Packer       |                                           |
| 2005 | Domino One                          | Laeticia Richards   |                                           |
| 2006 | Glory Road                          | Tina Malichi        |                                           |
| 2006 | A Warm Place                        | Clair Andrews       | Curtmetratge                              |
| 2007 | The List                            | Cynthia             |                                           |
| 2008 | Down & Out                          | Lucy                | Curtmetratge                              |
| 2008 | Nora's Hair Salon 2: A Cut Above    | Lilleana            |                                           |
| 2008 | Hotel California                    | Jessie              |                                           |
| 2009 | Mares i filles                      | Maria               |                                           |
| 2010 | Pete Smalls Is Dead                 | Cambrera de còctels |                                           |
| 2012 | Privileged                          | Talia               |                                           |
| 2012 | Dysfunctional Friends               | Alex                |                                           |
| 2012 | Home Again                          | Marva Johnson       |                                           |
| 2013 | 24 Hour Love                        | Simply              |                                           |
| 2013 | The Last Letter                     | Jillian             |                                           |
| 2013 | Dear Secret Santa                   | Jennifer            |                                           |
| 2014 | The Divorce                         | Victoria            |                                           |
| 2014 | Locker 13                           | Lucy                |                                           |
| 2014 | Comeback Dad                        | Nima                |                                           |
| 2015 | Fatal Flip                          | Roslyn              |                                           |
| 2015 | November Rule                       | Leah                |                                           |
| 2016 | Second Sight                        | Clara               |                                           |
| 2016 | It Snows All the Time               | Tecnòloga           |                                           |
| 2017 | The Good Nanny                      | Monica Thorne       |                                           |
| 2017 | Wrapped Up In Christmas             | Heather Nash        |                                           |
| 2018 | Doe                                 | Rachel              |                                           |
| 2018 | College Dating App                  | Professora Savoy    |                                           |
| 2018 | The Reason                          | Macey               | [ 14 ]                                    |

### Televisió
| Any     | Títol                                  | Papper                              | Notes                                                 |
| ------- | -------------------------------------- | ----------------------------------- | ----------------------------------------------------- |
| 1985–90 | Barri Sèsam                            | Tatyana                             | Paper recurrent                                       |
| 1987    | Star Search                            | Concursant                          | Star Search - Temporada 5                             |
| 1989    | Wally and the Valentines               | Jamaica Valentine                   | Telefilm                                              |
| 1989    | A Man Called Hawk                      | Michelle                            | Episodi: "Life After Death"                           |
| 1989    | The Cosby Show                         | Girl                                | Episodi: "Temporada 6: 1989–1990 - Shall We Dance?"   |
| 1990–96 | El Príncep de Bel Air                  | Ashley Banks                        | Personatge principal (147 episodis)                   |
| 1992    | Where in the World Is Carmen Sandiego? | Ella mateixa                        | Episodi: "The Nefarious Nobel Napper"                 |
| 1993    | Getting By                             | Nicole Alexander/Vanessa            | 2 episodis                                            |
| 1994    | Are You Afraid of the Dark?            | Laura Turner/Connie Turner          | Episodi: "The Tale of the Quicksilver"                |
| 1994    | TV's Funniest Families                 | Amfitriona                          | Especial                                              |
| 1995    | In the House                           | Ashley Banks                        | Episodi: "Dog Catchers"                               |
| 1996    | Living Single                          | Stephanie James                     | Episodi: "Whatever Happened to Baby Sister?"          |
| 1996    | Kidz in the Wood                       | Rita                                | Pel·lícula                                            |
| 1996    | Fall Into Darkness                     | Sharon McKay                        | Pel·lícula                                            |
| 1997    | 413 Hope St.                           | Kai                                 | Episodi: "Heartbeat"                                  |
| 2002    | Fastlane                               | Shelly                              | Episodi: "Girls Own Juice"                            |
| 2003    | Half & Half                            | Olivia                              | Episodi: "The Big Condom-nation Episode"              |
| 2007    | Boulevard of Broken Dreams             | Ella mateixa                        | Episodi: "Jonathan Brandis"                           |
| 2007    | On the Lot                             | Ella mateixa                        | Episodi: "First Sight"                                |
| 2007–13 | The Young and the Restless             | Roxanne                             | Paper recurrent; 53 episodis                          |
| 2010–12 | Love That Girl!                        | Tyana Jones                         | Paper protagonista a les temporades 1–3 (36 episodis) |
| 2012    | The Eric Andre Show                    | Ella mateixa                        | Episodi: "Tatyana Ali"                                |
| 2013    | Second Generation Wayans               | Maya                                | Personatge principal (10 episodis)                    |
| 2015    | Key & Peele                            | Heresa                              | Episodi: "Hollywood Sequel Doctor"                    |
| 2016    | Zoe Ever After                         | Ashley King                         | Episodis: "The Interview" i "Game Face"               |
| 2017    | American Koko                          | N'Shay                              |                                                       |
| 2018    | Fly                                    | Repartiment principal (16 episodis) |                                                       |
| 2018    | Hollywood Darlings                     | Tatyana                             | Episodi: "Big White Lies"                             |
| 2018    | Fancy Nancy                            | Mrs. James (veu)                    | Repartiment principal                                 |
| 2018    | Olive Forever                          | Alison                              | Episodi: "Pilot"                                      |
| 2018    | The Bobby Brown Story                  | Mare d'en Jimmy                     | Minisèrie                                             |
| 2018    | Christmas Everlasting                  | Lucy Toomy                          | Hallmark Channel                                      |
| 2018    | Jingle Belle                           | Belle Williams                      | Lifetime Movies                                       |